# Tractat de reforma institucional de la Unió Europea

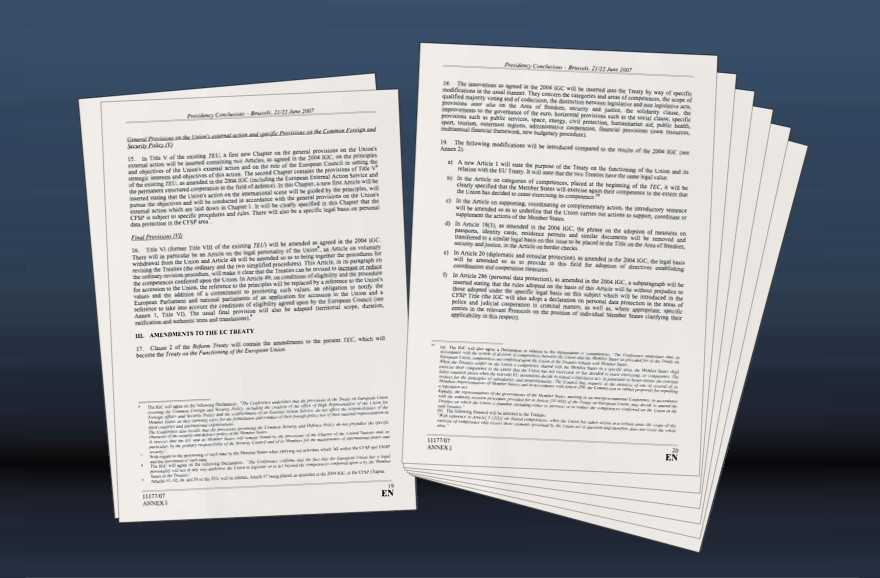
Imatge del text del Tractat de Lisboa

El Tractat de reforma institucional de la Unió Europea, Tractat de Reforma o Tractat de Lisboa és un tractat acordat pel Consell de la Unió Europea a la ciutat de Lisboa el 19 d'octubre de 2007 que substitueix la fallida Constitució Europea projectada el 2004.
Aquest tractat va ser signat pel plenari del Consell de la Unió el 13 de desembre de 2007, aconseguint per a la Unió Europea (UE) tenir una personalitat jurídica per a signar acords internacionals a nivell comunitari. El juny de 2008 el tractat va ser reprovat en referèndum per Irlanda, l'únic país que tenia previst sotmetre'l a l'opinió pública.

## Antecedents

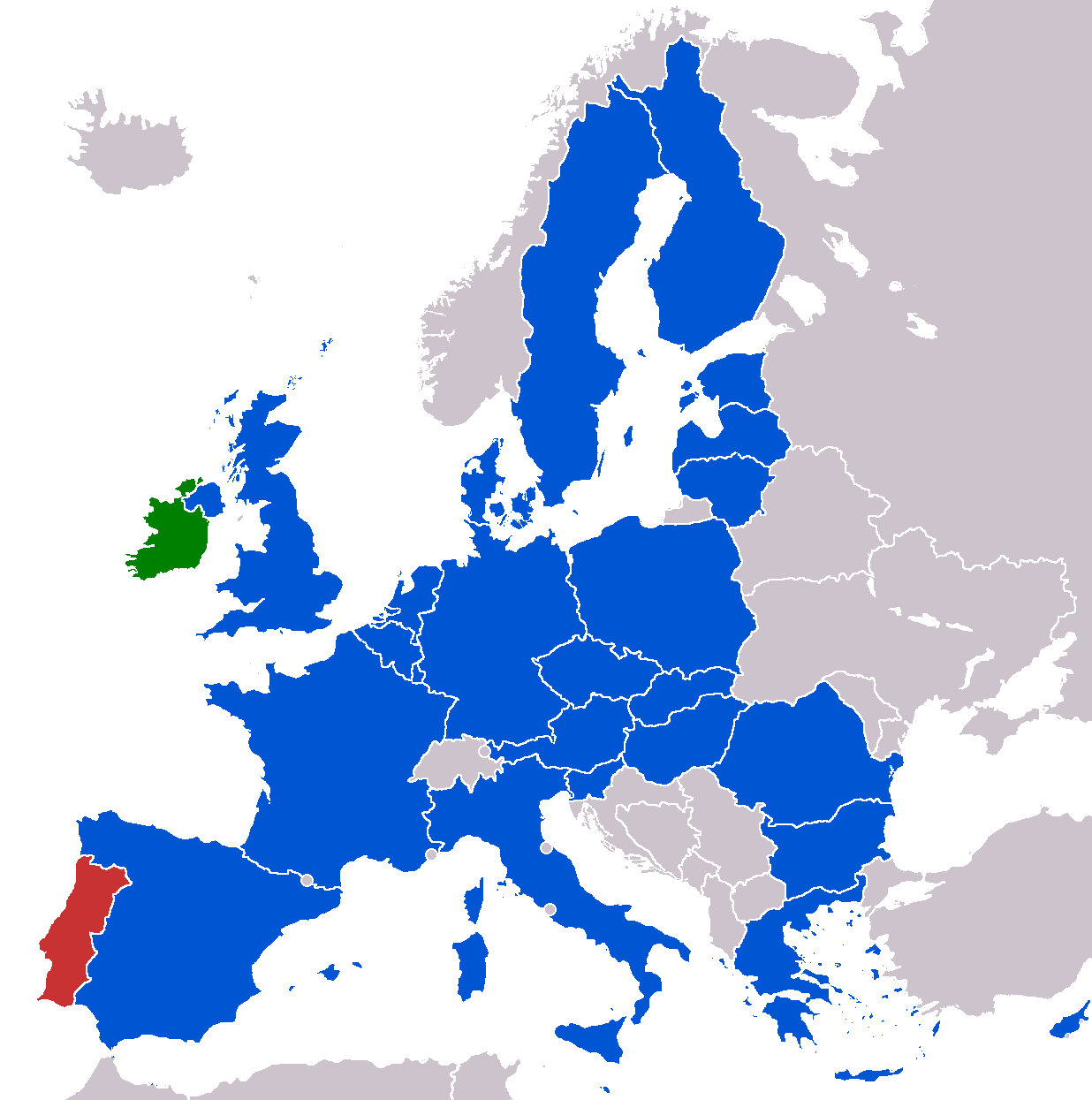
Procés de ratificació:
referèndum obligatori
referèndum possible
ratificació parlamentària

La fallida ratificació de la Constitució Europea a França i els Països Baixos va comportar la paralització de la reforma de les institucions europees i la crisi institucional en el si de la Unió Europea (UE). L'esborrany proposat per la Presidència alemanya del Consell de la Unió Europea el 19 de maig de 2007 va incloure l'"essència de la Constitució". La proposta va ser presentada després de les reunions de treball entre la presidència i els delegats dels vint-i-set estats membres durant el primer semestre de l'any, decidint finalment abandonar el format del Tractat constitucional i impulsar en el seu lloc un tractat clàssic que introduís esmenes en els dos tractats llavors en vigor, el Tractat de Roma i el Tractat de Maastricht.
Portugal, que va assumir la presidència de la UE durant la segona meitat del 2007, va llançar una conferència intergovernamental (CIG) els dies 23 i 24 de juliol per a acabar la redacció del text, coincidint amb la reunió de ministres d'Afers exteriors. El nou Tractat va ser presentat en la cimera del 18 d'octubre a la ciutat de Lisboa, amb la intenció que fos signat pels lideris nacionals abans que finalitzés l'any. Després s'inicià el procés de ratificació amb l'objectiu que el text entrés en vigor l'any 2009.

## Ratificació
Originalment es pretenia que fos ratificat per tots els estats membres a finals del 2008. Aquest calendari va fallar, principalment a causa del rebuig inicial del tractat el juny de 2008 per part de l'electorat irlandès, decisió que va ser revocada en un segon referèndum l'octubre de 2009 després que Irlanda va obtenir una sèrie de concessions relacionades amb el tractat.

## Alt Representant
El Consell de la Unió va arribar a un acord respecte al lloc, paper i poders del futur representant de política exterior de la UE.
Es va establir que el cap de Política Exterior s'anomenaria "Alt Representant per a la Política Exterior i de Seguretat Comuna de la Unió Europea", esdevenint alhora Vicepresident de la Comissió Europea. Combinarà els llocs ostentats fins al moment per l'Alt Representant de Política Exterior i el Comissari de Relacions Exteriors, que controla el pressupost de la Comissió en matèria de cooperació i política exterior i el personal d'aquesta àrea de l'executiu comunitari. Així mateix seria l'encarregat de presidir el Consell de Ministres d'Afers exteriors de la UE.

## Doble majoria
El tractat de reforma estableix que a partir de 2014 començarà a aplicar-se formalment el sistema de doble majoria (d'un 55% d'Estats membres, amb un mínim de 15, que englobi a un 65% de la població), no obstant això Polònia podrà invocar el Tractat de Niça per a assolir una minoria de bloqueig.
Per altra banda passen de 36 a 87 les matèries que s'adoptaran per majoria qualificada.